# Robin Leamy
Robin Leamy, né le 1er avril 1961 à Apia, est un nageur américain.

## Palmarès

### Jeux olympiques
- Los Angeles 1984
  -  Médaille d'or en 4 × 100 m nage libre (participation aux séries)[1].

### Championnats du monde
- Championnats du monde de natation 1982
  -  Médaille d'or en 4 × 100 m nage libre.